# Косогорське сільське поселення
Косого́рське сільське поселення (рос. Косогорское сельское поселение) — муніципальне утворення у складі Великоберезниківського району Мордовії, Росія. Адміністративний центр — село Косогори.

## Населення
Населення — 364 особи (2019, 395 у 2010, 536 у 2002).

## Склад
До складу поселення входять такі населені пункти:
| Населений пункт   | Населення, осіб (2002) | Населення, осіб (2010) |
| ----------------- | ---------------------- | ---------------------- |
| Косогори, село    | 522                    | 384                    |
| Соф'їно, присілок | 14                     | 11                     |